# PlayStation TV
La PlayStation TV es una micro-consola que actúa como una revisión más accesible de la PlayStation Vita, se controla con el mando Dualshock 3. Fue anunciada el 9 de septiembre en la Tokyo Game Show junto a un modelo más parecido a la consola original, llamado «PlayStation Vita 2000», razón por la cual ambos son a menudo confundidos. La consola se lanzó en Japón con un precio de 9.954 yenes. PlayStation TV no permite el acceso a ninguna PlayStation Store digital de fuera de Japón, aunque la consola si permite cambiar el idioma y la zona horaria pero es compatible con los cartuchos físicos, como la consola original, no tiene bloqueo regional. Carece de giroscopio, panel táctil o pantalla, lo cual reduce la compatibilidad de juegos a menos de cien, es requerido el uso del mando Dual Shock 3 (playstation 3) y Dual Shock 4 (playstation 4).
Estuvo disponible al público japonés el 14 de noviembre de 2014 y en Europa y Australia el 14 de noviembre de 2014.
PlayStation Vita TV esta enfocado a un nicho de jugadores que busca juegos de Vita en una pantalla externa, una funcionalidad que ya existió en Playstation Portable con un cable especial. 
Para simular el panel táctil cuando se requiera, se utiliza las palancas del Dual Shock 3 y en Dual Shock 4 el panel táctil de este. 

## Características
Estas son las especificaciones técnicas reveladas por Sony durante su evento anterior al Tokyo Game Show 2013:
| Nombre del Producto                   | PlayStation Vita TV (PS Vita TV) |
| Color                                 | Blanco,negro |
| Product code:                         | VTE-1000 AB01 |
| Precio recomendado:                   | 9.954 yenes (incluyendo impuestos)                                                                                                  |
| Fecha de lanzamiento:                 | 14 de noviembre de 2013 en Japón |
| CPU                                   | ARM Cortex™-A9 (4 núcleos) A9 MPCore                                                                                                |
| GPU                                   | IMG SGX543MP4+ (4 núcleos) ~ 200 MHz                                                                                                |
| Dimensiones                           | 65.0 x 105.0 x 13.6 mm (largo x alto x ancho)                                                                                       |
| Tarjeta de memoria interna            | 1 GB |
| Salida AV                             | 720p, 1080i, 480p |
| Salida de sonido                      | LPCM 2ch |
| Conexión Wireless                     | IEEE 802. 11b/g/n (n-1×1) (Wi-Fi), Bluetooth 2.1+EDR(A2DP,AVRCP,HSP,HID)                                                            |
| Principales ranuras y conexiones      | Slot para tarjetas de memoria, Conexión USB (USB 2.0 Type A), Puerto de salida HDMI (HDMI-CEC), puerto LAN (10 BASE-T, 100 BASE-TX) |
| Adaptador de corriente                | DC 5V |
| Máxima potencia de consumo aproximado | 2.8W |
| Incluye                               | 1x PlayStation Vita TV, 1x cable HDMI, 1x Adaptador AC, 1x Power cord, 1x Materiales impresos.                                      |